# Entführung (1915)
Entführung ist ein US-amerikanischer Stummfilm des Schauspielers und Regisseurs Charles Chaplin aus dem Jahre 1915.

## Handlung
Edna ist eine Tochter aus gutem Hause und dementsprechend möchte ihr Vater sie auch gut verheiraten. So kommt es ihm sehr gelegen, dass Graf Chloride de Lime um ihre Hand anhalten will (allerdings aus Geldgier). Edna ist jedoch in den mittellosen Charlie verliebt und über die bevorstehende Zwangsheirat verzweifelt. Der von ihr zur Hilfe gerufene Geliebte beschließt, sich selbst als Graf Chloride de Lime bei Ednas Vater vorzustellen. Er wird auch mit offenen Armen empfangen und zum Dinner geladen. Trotz der etwas gewöhnungsbedürftigen Manieren Charlies nimmt der Abend einen fröhlichen Verlauf, bis sich der richtige Graf Chloride de Lime anmeldet. Charlies Maskerade fliegt auf und er wird des Hauses verwiesen. Nun wird der tatsächliche Graf mit Edna bekannt gemacht. Der elegante Herr lädt Vater und Tochter zu einem Ausflug in den Park ein. Mit einem Münztaxi („Jitney“) machen sie sich auf den Weg. Im Park taucht bald auch Charlie auf und die Animositäten zwischen ihm und dem Grafen brechen sich Bahn. Nachdem Charlie Ednas Vater niedergeschlagen hat und sich die Situation durch zu Hilfe eilende Polizisten verkompliziert, fliehen Charlie und Edna im Münztaxi des Grafen. Vater, Graf und Polizei verfolgen das Paar mit einem kurzerhand beschlagnahmten Auto. Es beginnt eine wilde Verfolgungsjagd, die für die Verfolger samt Auto im Fluss endet und das Paar glücklich zurücklässt.

## Hintergrund
Der Film ist einer der frühesten, in denen der Tramp seine romantische Seite zeigt, was im Folgewerk The Tramp noch ausgebaut wurde. Er zerfällt in eine gemächlichere erste Hälfte, die sich im Haus von Ednas Vater abspielt, und eine schnellere zweite außerhalb. Die zweite Hälfte ist abermals unterteilt in eine „Park-Komödie“ und eine Autoverfolgungsjagd. Charlie entführt Edna in einem Jitney, einem münzbetriebenen Taxi, das in den USA zwischen 1914 und 1916 verbreitet war. „Jitney“ ist zudem eine veraltete Bezeichnung für einen Nickel.
Im ersten Teil enthält der Film einen Gag, den Chaplin bereits in seiner Zeit als Theaterschauspieler bei Fred Karno auf der Bühne präsentiert hatte: Beim Dinner mit Edna und ihrem Vater schneidet er einen Laib Brot gedankenverloren zu einer Ziehharmonika. Höhepunkt des Films ist die Autoverfolgungsjagd, die im Vergleich zu kontemporären Sennett-Filmen eher unspektakulär ausfällt. In einer Panoramaeinstellung tanzen die Autos Walzer miteinander bzw. fahren, verwirrt durch die kreisenden Flügel einer Windmühle, im Kreis. Diese Szene wurde im San Franciscoer Golden Gate Park bei der Murphy Windmill gedreht. Interessant ist auch, dass es sich bei dem lehmigen Fahrweg, den die Autos benutzen, um den heutigen Great Highway handelt.